# アルジェリアゴジュウカラ
アルジェリアゴジュウカラ 阿爾及五十雀、（Sitta ledanti）は、スズメ目ゴジュウカラ科ゴジュウカラ属に分類される鳥類。別名カビリアゴジュウカラ。

## 分布
別名は本種の分布域がカビリア地方に限定されることに由来する。
アルジェリア北東部固有種

## 形態
全長13-13.5cm。翼開張21-22cm。上面は青灰色、下面は淡いピンクや淡いオレンジ色の羽毛で被われる。眼上部に眉状の白い筋模様（眉斑）と、嘴から眼を通り側頭部にかけて黒い筋模様（過眼線）が入る。
嘴の色彩は黒い。後肢の色彩は灰色。
幼鳥は眉斑や過眼線が不明瞭。オスは額が黒い羽毛で被われ、過眼線がより太い。メスは過眼線がより細い。

## 生態
標高900m以上にあるヒマラヤスギやモミの針葉樹とオークの広葉樹からなる混交林に生息する。
食性は雑食で、昆虫、クモ、果実、種子を食べる。夏季は主に昆虫やクモ、冬季は主に果実や種子を食べる。また樹上のコケの中に種子を蓄え、冬季にはこれらも食べると考えられている。樹幹や樹上で採食を行う。
繁殖形態は卵生。5-6月に地表から3-15mの高さにある枯れ木の樹洞に木屑や羽毛、獣毛を敷いた巣を作り、卵を産む。雛は孵化してから22-25日で巣立つ。

## 人間との関係
開発や山火事、放牧による生息地の破壊、人間による撹乱などにより生息数は減少している。生息地の一部は国立公園に指定されている。